# زنبوردار (فیلم ۲۰۲۴)
زنبوردار (به انگلیسی: The Beekeeper) یک فیلم اکشن و دلهره‌آور آمریکایی محصول سال ۲۰۲۴ به کارگردانی دیوید آیر و نویسندگی کرت ویمر است. جیسون استاتهام، جرمی آیرونز، امی ریور لمپمن، بابی نادری و جاش هاچرسون در این فیلم به ایفای نقش پرداخته‌اند. در این فیلم، آدام کلی (استاتهام) یکی از عوامل سابق سازمان مخفی به نام «زنبورداران» است. پس از اینکه دوست و همسایه‌اش که گرفتار یک کلاهبرداری فیشینگ است خودکشی می‌کند، کلی تصمیم می‌گیرد تا از شرکت مسئول انتقام بگیرد.
زنبوردار در ۱۲ ژانویهٔ ۲۰۲۴ توسط آمازون ام‌جی‌ام استودیوز در ایالات متحده منتشر شد. منتقدان نقدهای عموماً مطلوبی به این فیلم دادند. این فیلم بیش از ۱۶۲ میلیون دلار در سراسر جهان فروش داشته است. در فوریه ۲۰۲۵ اعلام شد، دنباله‌ای با بازی استاتهام در نقش خود و کارگردانی تیمو تیاهانتو در دست ساخت است و احتمالا در سال ۲۰۲۶ منتشر می‌شود.

## داستان
الویز پارکر، معلم بازنشسته مدرسه، به تنهایی در ماساچوست زندگی می‌کند، اما در انبار خود مستأجری به نام آدام کلی دارد که زندگی آرامی به‌عنوان زنبوردار دارد. یک روز، الویس گرفتار یک کلاهبرداری فیشینگ می‌شود و بیش از ۲ میلیون دلار از او دزدیده می‌شود که اکثریت آن متعلق به یک مؤسسه خیریه است که او آن را مدیریت می‌کند. وی که شوکه شده بود بر اثر خودکشی می‌میرد. کلی جسد او را پیدا می‌کند و بلافاصله توسط مأمور اداره تحقیقات فدرال ورونا پارکر، دختر الویس، دستگیر می‌شود. پس از اینکه مرگ الویز به عنوان خودکشی اعلام شد، کلی آزاد می‌شود. ورونا به او می‌گوید گروهی که اموال الویز را سرقت کرده‌اند مدتی در رادار اف‌بی‌آی بوده‌اند اما ردیابی آن دشوار است. کلی که در جستجوی عدالت است، با زنبورداران، یک گروه مرموز، تماس می‌گیرد تا کلاهبرداران مسئول را پیدا کند.
کلی آدرسی کلاهبرداران را دریافت می‌کند: یک مرکز خدمات مشتریان که توسط میکی گارنت اداره می‌شود. کلی کارمندان را می‌ترساند و ساختمان را ویران می‌کند. گارنت به رئیس خود، مدیر فناوری درک دانفورث، اطلاع می‌دهد و گارنت را برای کشتن کلی می‌فرستد. درگیری شدیدی رخ می‌دهد که در آن کلی، مردان گارنت را می‌کشد و انگشتان گارنت را قطع می‌کند. گارنت در حالی که در یک پل توقف کرده بود با دانفورث تماس می‌گیرد و به او اطلاع می‌دهد که کلی یک زنبوردار است. پس از تعقیب گارنت، کلی او را با یک کامیون از روی پل به سمت مرگ می‌کشاند و به دانفورث هشدار می‌دهد که به دنبال او می‌آید.
دانفورث، رئیس سابق سیا، والاس وست ویلد را، که در حال حاضر به درخواست مادر درک، یعنی جسیکا، امنیت شرکت دانفورث را اداره می‌کند، در مورد کلی مطلع می‌کند. والاس که نگران است، با مدیر فعلی سیا تماس می‌گیرد تا بتواند کلی را متوقف کند. زنبورداران متوجه می‌شود که کلی از سازمان بازنشسته شده است. زنبورداران متعاقباً پس از کشتن زنبوردار فعلی آنیسیت لندرس که برای کشتن او فرستاده شده بود، بی‌طرفی خود را اعلام می‌کنند. در همین حال، ورونا و شریک او، مت ویلی، پیش‌بینی می‌کنند که کلی به مرکز ناین استار در بوستون، که بر تمام مراکز کلاهبرداری جهانی درک دانفورث نظارت دارد، حمله کند.
والاس گروهی از پرسنل نیروهای ویژه سابق را هماهنگ می‌کند و به آنها نشان می‌دهد که زنبورداران یک سازمان اطلاعاتی مخفی انسانی بسیار ماهر و خطرناک هستند که وظیفه حفاظت از ایالات متحده را دارند و بالاتر و فراتر از صلاحیت دولتی فعالیت می‌کنند. والاس برای اینکه فرصتی برای متوقف کردن کلی داشته باشد، به گروه دستور می‌دهد تا از ساختمان ناین استار محافظت کنند، در حالی که اف‌بی‌آی تیم SWAT خود را در اطراف قرار می‌دهد. تصمیم دانفورث برای تخلیه نکردن کارمندان، کلی را قادر می‌سازد تا به سرعت تیم SWAT را شکست دهد و به ساختمان نفوذ کند. پس از پاک کردن تمام گروه نیروهای ویژه والاس، کلی شروع به بازجویی از مدیر می‌کند که نشان می‌دهد دانفورث رئیس او است.
ورونا به پریگ معاون اف‌بی‌آی اطلاع می‌دهد که دانفورث هر دو شرکت را اداره می‌کند که چندین سازمان دولتی ایالات متحده از آنها استفاده می‌کنند. ورونا همچنین این نکته را مطرح می‌کند که نه تنها کلی تلاش می‌کند تا درک را بکشد، بلکه ممکن است جسیکا، رئیس‌جمهور ایالات متحده را نیز به دلیل ارتباط او با این کلاهبرداری بکشد. در حالی که کلی از دستگیری فرار می‌کند، والاس به درک توصیه می‌کند که با مادرش تحت حفاظت سرویس مخفی بماند.
در عمارت ساحلی رئیس‌جمهور، والاس گروهی از مزدوران را استخدام می‌کند که یکی از آنها قبلاً با یک زنبوردار برخورد کرده و پای خود را از دست داده است. کلی به عمارت نفوذ می‌کند. جسیکا تصمیم می‌گیرد وقتی کلی نزدیک می‌شود، حقیقت را به او و جهان بگوید. درک، خشمگین، پریگ را می‌کشد و مادرش را گروگان می‌گیرد. والاس با کلی صحبت می‌کند تا او را متقاعد کند در آخرین لحظه دور شود اما موفق نمی‌شود. کلی در نهایت به دفتر خود می‌رسد و ورونا، مت و بقیه مأموران اف‌بی‌آی به سرعت به او می‌پیوندند.
ورونا تلاش می‌کند تا کلی را از کشتن جسیکا و درک منصرف کند. درک تلاش می‌کند مادرش را بکشد، اما کلی ابتدا او را می‌کشد و از پنجره ای نزدیک به ساحل فرار می‌کند. علیرغم اینکه ورونا قادر به تیراندازی است، تصمیم می‌گیرد به کلی شلیک نکند. کلی با وسایل زیر آبی که در ساحل پنهان کرده بود فرار می‌کند.

## بازیگران
- جیسون استاتهام در نقش آدام کلی
- امی ریور لمپمن
- جاش هاچرسون
- جرمی آیرونز
- جما ردگریو
- مینی درایور
- فیلیسیا رشاد
- بابی نادری
- انزو چیلنتی
- دون گیله
- دیوید ویتس

## تولید
در اوت ۲۰۲۱ اعلام شد که جیسون استاتهام در این فیلم برای میرامکس ایفای نقش خواهد کرد و همچنین به عنوان تهیه‌کننده نیز فعالیت خواهد کرد. دیوید آیر در می ۲۰۲۲ برای کارگردانی قرارداد امضا کرد.
فیلمبرداری اصلی در سپتامبر ۲۰۲۲ در بریتانیا آغاز شد. در اکتبر، استاتهام صحنه‌هایی را در تالار تیرینگهام در مکان تیرینگهام ضبط کرد. فیلمبرداری در دسامبر آن سال به پایان رسید.

## انتشار
مترو گلدوین مایر حقوق توزیع فیلم را در ایالات متحده و برخی مناطق بین‌المللی در اوت ۲۰۲۲ به دست آورد. در فوریه ۲۰۲۳، اسکای موویز حقوق پخش در بریتانیا را به دست آورد. این فیلم در ۱۲ ژانویه ۲۰۲۴ در سینماهای معمولی و همچنین در دالبی سینما و آی‌مکس منتشر شد.

## بازخوردها

### گیشه
تا ۱۳ مارس ۲۰۲۴، زنبوردار ۶۶ میلیون دلار در ایالات متحده و کانادا و نیز ۸۶٫۵ میلیون دلار در سایر کشورها فروش داشته است که فروش جهانی آن در کل به ۱۵۳ میلیون دلار رسیده است.
در ایالات متحده و کانادا، زنبوردار در کنار دختران بدجنس و کتاب کلارنس منتشر شد و پیش‌بینی می‌شد که در آخر هفته افتتاحیه از ۳٬۳۰۳ سینما ۱۷ تا ۱۹ میلیون دلار بفروشد. این فیلم در روز نخست ۶٫۷ میلیون دلار از جمله ۲٫۴ میلیون دلار از پیش‌نمایش‌های پنجشنبه شب به دست آورد. این فیلم به فروش ۱۶٫۶ میلیون دلاری رسید و پس از دختران بدجنس در جایگاه دوم قرار گرفت. این فیلم در آخر هفته دوم ۸٫۵ میلیون دلار و در آخر هفته سوم ۶٫۷ میلیون دلار فروش داشت و در جایگاه دوم گیشه باقی ماند.

### واکنش انتقادی
- در وبگاه جمع‌آوری نقد راتن تومیتوز، ٪۷۱ از ۱۶۹ بررسی منتقدان مثبت است و میانگینِ امتیاز آن ۵٫۹/۱۰ است. اجماع این وبگاه چنین می‌نویسد: «زنبوردار که به‌شکل خوش‌حالی بی‌دردسر و به‌شکل لذت‌بخشی معکوس‌کننده است، ثابت می‌کند هنگامی صحبت از اجرای عدالت اکشن هیجانی می‌شود، استاتهام نیش خود را از دست نداده است.»[۱۸]

- این فیلم در متاکریتیک که از میانگین وزنی استفاده می‌کند، بر اساس نظر ۳۷ منتقدین امتیاز ۵۴ از ۱۰۰ را کسب کرده که نشان‌گر «نقدهای مختلط یا متوسط» است.[۱۹]
- تماشاگران شرکت‌کننده در نظرسنجی سینماسکور به فیلم نمرهٔ میانگین «B+» در مقیاس A+ تا F دادند، در حالی که آن‌هایی که در نظرسنجی پست‌ترک شرکت کردند، به فیلم نمرهٔ کلی ۸۴ درصد مثبت دادند و ۶۳ درصد گفتند که قطعاً فیلم را توصیه می‌کنند.[۱۵]